# パンダ (フランス語)
Panda（パンダ）は、現在日本でレッサーパンダと呼ばれる動物のフランス語の名称である。ローマ神話の女神パンダ由来のスペインの帆船パンダ号とは異なる。
パンダという動物は、最初に報告されて以降タイプ標本として存在するか知られていなかった。単に博物画がフレデリック・キュヴィエの記載論文やブランビルの論文に描かれているに過ぎなかった。2019年、パリ自然史博物館の学芸員によりタイプ標本が再発見され、その詳細が初めて明らかとなった。

## 沿革
「パンダ」はフレデリック・キュヴィエ  が、デュヴォセルから送られてきた東インド諸島原産の動物名として1825年6月の論文ではじめて使用した。
この動物は、東インド諸島原産だがこれらの国のどの地域に属するのか分からない。デュヴォセルによって送られてきた亡くなる前の最後の発見の一つであるとしている。
それ以前にあった「パンダ」に関しては、『科学と芸術の一般百科事典』や「Sanskrit paṇḍá-/páṇḍaka-」に解説がある。

## 名の由来
フレデリック・キュヴィエは命名に関する記述をまったくしていない。
英国のネパール駐在公使だった民族学者のホジソンは、1847年に「ヒマラヤ近隣にすむネコ足の半蹠行性動物」と題する論文でネパールやチベット，シッキム州ではWáh，Oá，U’któnka，Saknam，Thóngwáh，Thó-kyé，Yé，Nigálya pónyaの名で知られている新しい動物Nepalese Ailurus（学名Ailurus Ochraceus）を報告した。
パンダが「竹を食べるものNigálya pónya」がなまったものという説は、パンダ初出から20年以上後のホジソンの論文脚注を，ユーヴェルマンスが『未知の動物を求めて』で､その後ヴェントも『世界動物発見史』で広めた都市伝説であり、パンダの名称は記載論文を書いたフレデリック・キュヴィエの兄であるバロン・キュヴィエによる造語の可能性が高い。

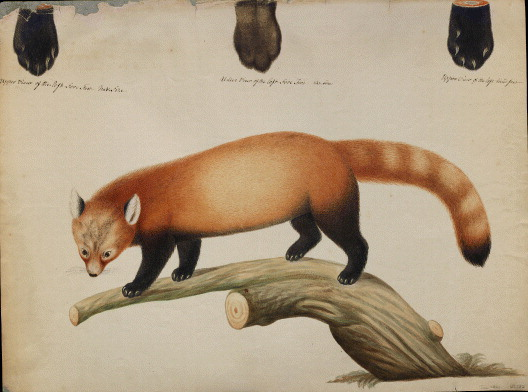
幻と化した「マロポヌス」　Malloponus wallichii Hardwicke 1821

## 記載論文
『哺乳類の自然史』の第50分冊としてアヌビスヒヒなどとともに発行された「パンダ（PANDA.）」では、最初にこの動物は東インド諸島原産だがこれらの国のどの地域に属するのか分からない、デュヴォセルによって送られてきた亡くなる前の最後の発見の一つであると書かれている。
ジャコウネコとクマの間に位置する動物だろうと書いたのち、「このPandaの属名をAilurus (猫に外見が似ているため)，種名をFulgens(色の鮮やかさから)とすることを提唱する」と締めくくられている。

## パンダ・クマ
「パンダの親指」は、スティーヴン・ジェイ・グールドがセンセーショナルに発表したようなものでなく，レッサーパンダを含め多くの動物で確認されるが、ジャイアントパンダに関しては単なる突起で第一中手骨に固定されている。
最初のパンダ（レッサーパンダ）はアライグマ科になり後から見つかったジャイアントパンダがパンダ科唯一のメンバーとされるなどの紆余曲折があり、現在はクマ科ジャイアントパンダ亜科（AILUROPODINAE）のジャイアントパンダ（フランス語名Panda géant）とパンダ科（AILURIDAE）のニシレッサーパンダとシセンレッサーパンダ（共にフランス語名Panda roux）とに分類されている。